# Adamo Indústria e Comércio de Veículos
Adamo Indústria e Comércio de Veículos Ltda. war ein brasilianischer Hersteller von Automobilen. Als abweichende Firmierung wird auch Industria e Comercio de Veiculos Milton Adamo genannt.

## Markengeschichte
Milton Adamo gründete das Unternehmen in São Paulo. Im November 1968 wurde der erste Prototyp auf einer Ausstellung präsentiert. 1972 begann die Serienproduktion. Der Markenname lautete Adamo. 1985 oder 1990 endete die Produktion. Insgesamt entstanden etwa 1700 Fahrzeuge. Einige Fahrzeuge wurden in die USA und nach Südafrika exportiert. Eine staatliche Quelle kennt Fahrzeuge der Baujahre bis 1994.

## Fahrzeuge
Ein Modell war ein VW-Buggy. Außerdem entstanden Sportwagen mit einer Ähnlichkeit zum Ferrari Dino. Die Karosserien bestanden aus Kunststoff. Ein Vierzylinder-Boxermotor von Volkswagen mit 1600 cm³ Hubraum war im Heck montiert und trieb die Hinterräder an.
Genannt werden die Modelle C 2, CRX, GT, GTM, GT 2 und GTL.
Eine andere Quelle nennt auch einen Entwurf auf Basis des Opel Ascona aus brasilianischer Fertigung.